# همه آنچه من نیاز دارم
«همه آنچه من نیاز دارم» (به انگلیسی: All I Need) آهنگی از گروه آلترنیتیو راک انگلیسی ریدیوهد و به تهیه‌کنندگی نایجل گودریچ است. آهنگ در ۵ ژانویه ۲۰۰۹ منتشر شد و پنجمین و آخرین تک‌آهنگ از هفتمین آلبوم استودیویی آنها، در رنگین‌کمان‌ها (۲۰۰۷) بود. همه چیزی که نیاز دارم یکی از آهنگ‌های عاشقانه ردیوهد با ضرب‌آهنگ پایین است که در آن تام یورک از وسواس عشق و عشق نافرجام می‌خواند.
در حمایت از کارزار ضد قاچاق انسان ام‌تی‌وی اگزیت (MTV EXIT)، ریدیو هد نماهنگی برای آهنگ به کارگردانی استیو راجرز را ساخت که در ۱ مه ۲۰۰۸ به نمایش درآمد. این نماهنگ ناهمگونی زندگی دو پسر با پس‌زمینه‌های اقتصادی را در تضاد با یکدیگر نشان می‌دهد. نماهنگ مورد ستایش منتقدان قرار گرفت و جوایز بسیاری را نیز به دست آورد.

## ضبط
ریدیو هد در ۲۰ ژوئن ۲۰۰۶ در تماشاخانه تئاتر در شیکاگو، ایلینوی «همه آنچه من نیاز دارم» را برای نخستین بار اجرا کرد. خواننده تام یورک به شنوندگان گفت که چون آنها تازه ترانه را نوشته‌اند، ممکن است آن را به خوبی اجرا نکنند.
ردیوهد «همه آنچه نیاز دارم» را برای هفتمین آلبوم استودیویی خود، در رنگین‌کمان‌ها (۲۰۰۷) ساخت.جانی گرینوود ، گیتارنواز، می‌خواست احساس صدای سفیدِ «گروهی را که با صدای بلند در اتاقی می‌نوازند، و هرج و مرج بالا می‌گیرد» را به آهنگ بدهد. گرینوود که قادر به تولید صدا در یک استودیوی ضبط نبود، در عوض گروهی نوازنده سازهای زهی در اختیار داشت که این کار را با کمک این گروه انجام داد.

## ریخت‌بندی
«همه آنچه من نیاز دارم» آهنگی پر زرق و برق است که ترانه آن دربارهٔ وسواس و عشق است. سازهای استفاده شده شامل سازهای زهی، سینتی‌سایزر، گلوانسپیل و پیانو است. رابرت سندال از روزنامه تلگراف آن را «مستقیم‌ترین آهنگ عاشقانه یورک» خواند و رولینگ استون آن را «شدیدترین آهنگهای عاشقانه ای که یورک تاکنون خوانده‌است» توصیف کرد.